# Space Invaders
Space Invaders (angleško Vesoljski osvajalci oziroma zavojevalci) je bila ena prvih in najbolj znanih arkadnih video iger. Na tržišče je prišla leta 1978 in je močno vplivala na razvoj video iger, ne glede na to, da je bila (kot druge igre iz tega časa, recimo PacMan) za današnje čase zelo preprosta. Igralec v igri vodi topove in uničuje napredujoče valove vesoljskih stvorov. Ima tri »življenja«, za zadetek ladij dobiva dodatne točke.
Razvijalec igre Tomohiro Nišikado (1944–) je moral za igro uporabiti zmogljivejši procesor od tedaj uveljavljenih na Japonskem. Kljub temu ni dosegal ustrezne hitrosti, zato so se stvori ob začetku igre premikali zelo počasi. Ob odstranjevanju vesoljskih stvorov je zaradi sproščanja računalniškega spomina igra postajala vse hitrejša, kar je Nišikado uporabil za postopno povečevanje zahtevnosti igre.